# Флаг Австро-Венгрии

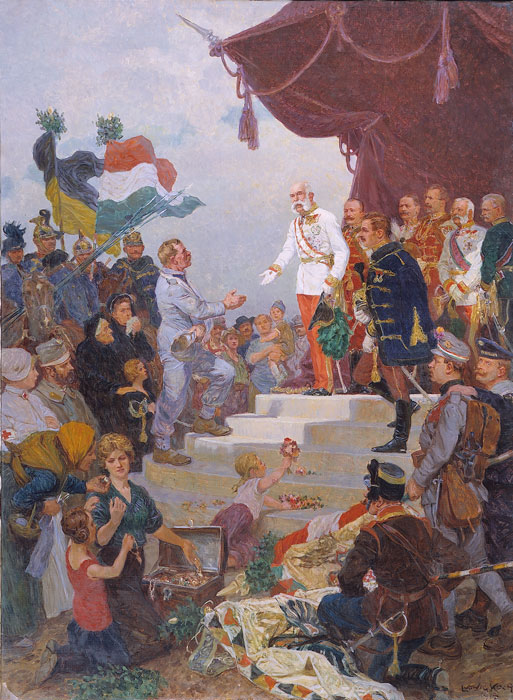
"Kaisers Dank" от Людвига Коха, 1915 год. На картине изображены различные флаги, которые использовались в Австро-Венгрии.

Флаг А́встро-Ве́нгрии (нем. Flagge Österreich-Ungarns, венг. Ausztria-Magyarország zászlaja) — в силу специфического государственного устройства унии Австрии и Венгрии официально не существовал. На практике для обозначения Австро-Венгрии использовались разные флаги, в зависимости от ситуации.
Чаще всего как символ всей Австро-Венгерской монархии использовался австрийский чёрно-жёлтый флаг. Данный флаг являлся как флагом правящей в государстве династии Габсбургов, так и флагом Австрийской империи, а с 1867 года являлся символом австрийских земель в составе Австро-Венгрии (Цислейтании). Но в то же время, чёрно-жёлтый флаг использовался совместно с флагом венгерских земель (Транслейтании).
Кроме того, по венгерско-хорватскому соглашению 1868 года было согласовано, что во время заседания объединенного парламента в Будапеште будут развеваться два флага: красно-бело-зеленый (Королевство Венгрия) и красно-бело-синий (Королевство Хорватия и Славония).
В качестве традиционного флага Австрии использовался красно-бело-красный флаг. Таким же флагом пользовался военно-морской флот Австро-Венгрии.
Консульский флаг и флаг торгового флота нередко использовался как гражданский флаг, но никогда не был официальным символом. Данный флаг часто принимают как официальный флаг Австро-Венгрии, но такое мнение ошибочно

## Национальные и государственные флаги

Флаг Австрийской империи и династии Габсбургов, также представляет Цислейтанию
Гражданский флаг Эрцгерцогства Австрия

Флаг Королевства Венгрия, также представляет Транслейтанию
Флаг Королевства Венгрия (без щитодержателей)
Гражданский флаг Королевства Венгрия

Флаг Королевства Хорватия и Славония
Неофициальный флаг Королевства Хорватия и Славония
Гражданский флаг Королевства Хорватия и Славония

## Имперские и военные штандарты

Императорский штандарт (до 1915) [4]
Штандарт Императора и Императрицы (1915-1918) [4]
Штандарт Эрцгерцога и Эрцгерцогини (1915-1918)[4]
Военный штандарт (один из множества)[5]

## Другие флаги

### Другие флаги

Флаг 1786-1869[3]
Торговый флаг Австро-Венгрии 1869-1918; в массовой культуре считается флагом самой Австро-Венгрии
Неофициальный венгерский флаг, использовавшийся во внутренних водах Транслейтании[3]

### Военные флаги

Военный флаг 1786-1915 (де-факто до 1918)[3]
Военный флаг 1915-1918 (обновление флага в условиях войны не было реализовано)[6]

## Региональные флаги
| Цислейтания   | Цислейтания | Цислейтания                                                                                                   | Цислейтания | Цислейтания | Цислейтания |
| Расположение  | Название региона | Флаг |             |             |             |
| ------------- | --- | --- | ----------- | ----------- | ----------- |
|               | Эрцгерцогство Австрия (Нижняя Австрия)                                                                                            | |             |             |             |
|               | Эрцгерцогство Австрия (Верхняя Австрия)                                                                                           | |             |             |             |
|               | Королевство Богемия | |             |             |             |
|               | Королевство Далмация | |             |             |             |
|               | Королевство Галиции и Лодомерии                                                                                                   | |             |             |             |
|               | Тирольское графство | |             |             |             |
|               | Герцогство Буковина | |             |             |             |
|               | Герцогства Нижняя и Верхняя Силезия                                                                                               | |             |             |             |
|               | Герцогство Каринтия | |             |             |             |
|               | Герцогство Крайна | |             |             |             |
|               | Герцогство Зальцбург | |             |             |             |
|               | Герцогство Штирия | |             |             |             |
|               | Моравская марка | |             |             |             |
|               | Австрийское Приморье, включающее в себя: Имперский вольный город Триест Окняженное графство Горица и Градишка Маркграфство Истрия | Австрийское приморье Имперский вольный город Триест Окняженное графство Горица и Градишко Маркграфство Истрия |             |             |             |
|               | Форарльберг | |             |             |             |
| Транслейтания | | |             |             |             |
| Расположение  | Название региона | Флаг |             |             |             |
|               | Королевство Венгрия | |             |             |             |
|               | Княжество Трансильвания | |             |             |             |
|               | Воеводство Сербия и Темешварский банат                                                                                            | |             |             |             |
|               | Королевство Хорватия и Славония                                                                                                   | |             |             |             |
|               | Королевство Хорватия | |             |             |             |
|               | Королевство Славония | |             |             |             |
|               | Город Фиуме и его окрестности | |             |             |             |
| Кондоминиум   | | |             |             |             |
| Расположение  | Название региона | Флаг |             |             |             |
|               | Кондоминиум Босния и Герцеговина                                                                                                  | |             |             |             |

## Примеры использования флагов той эпохи

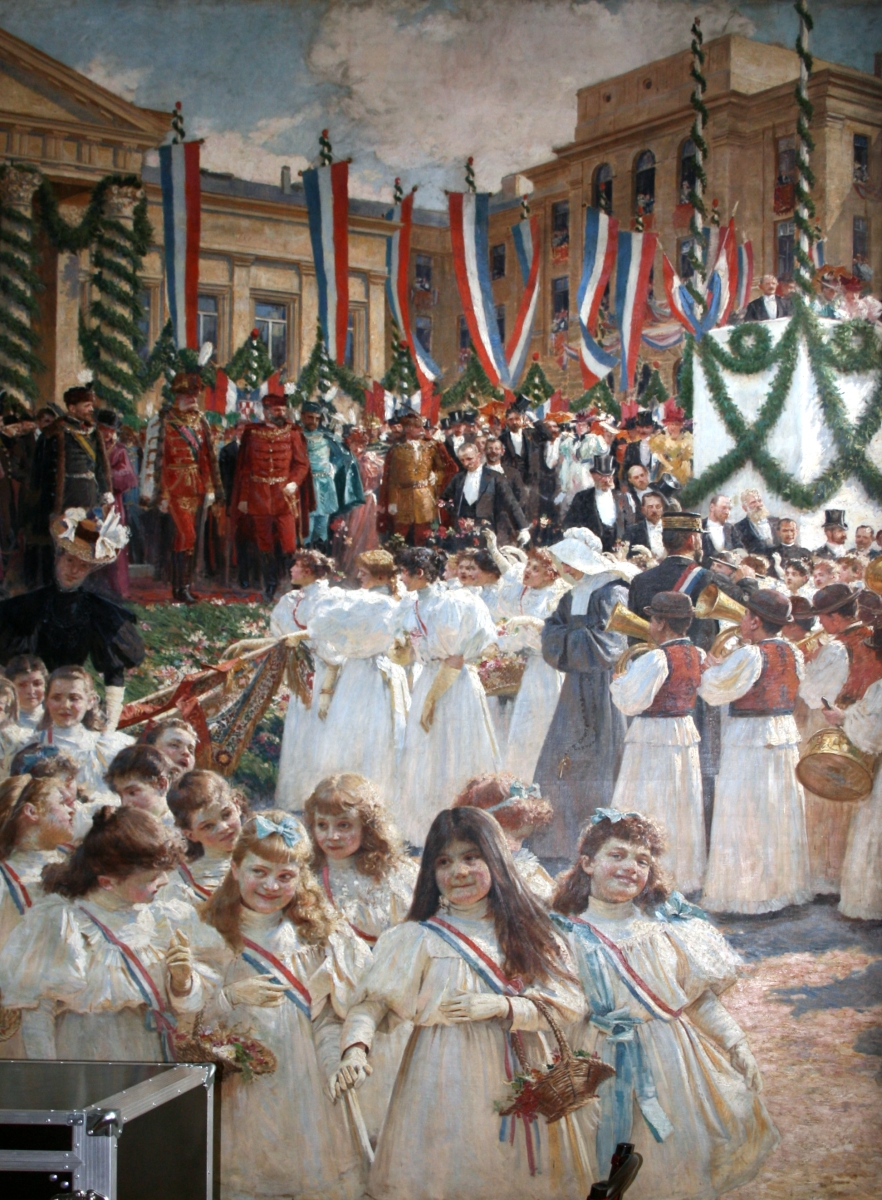
Визит императора Франца Иосифа I в Загреб , красно-бело-синие (хорватские) флаги, 1895 г.
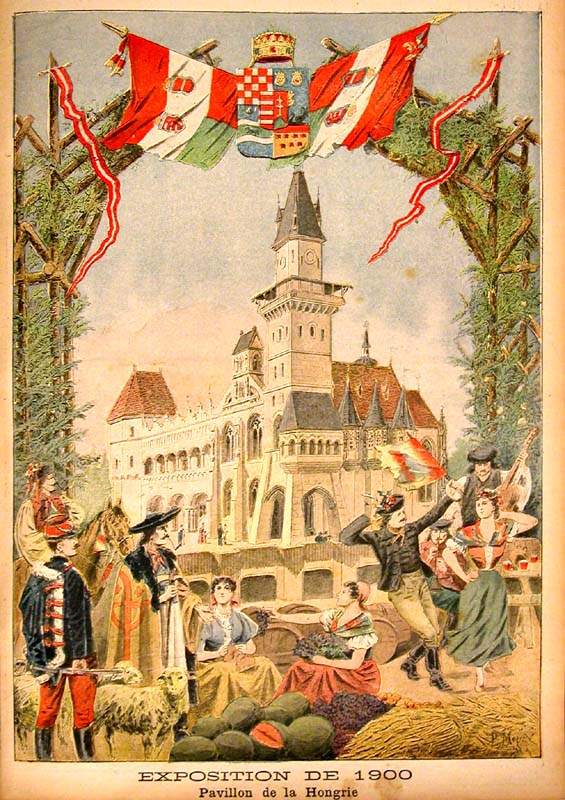
Гражданский флаг и австрийские вымпелы на французской иллюстрации, рекламирующей венгерский павильон во время Всемирной выставки в Париже , 1900 год.
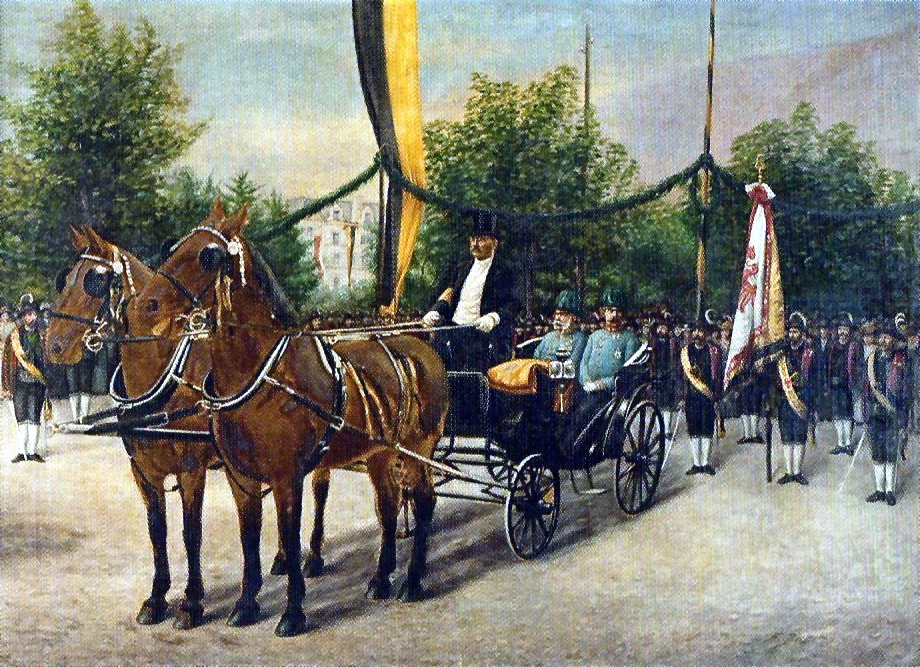
Император Франц Иосиф I в Мерано (черно-желтый флаг), 1900 год.
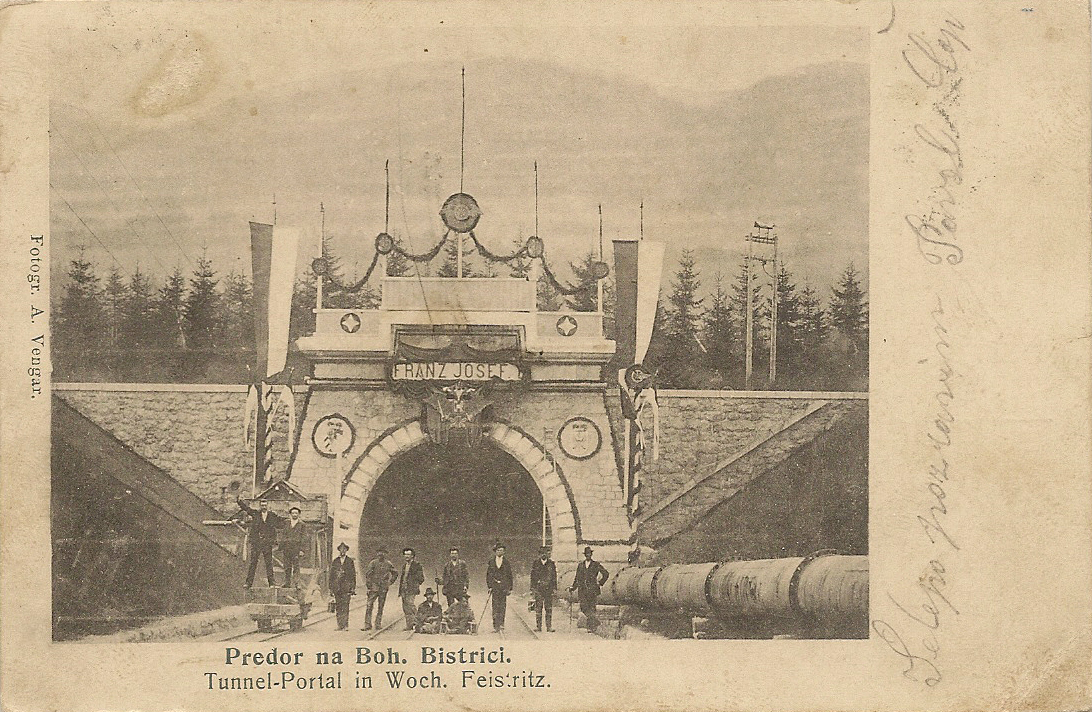
Церемония открытия Бохиньского туннеля (двухцветные флаги), 1906 г.
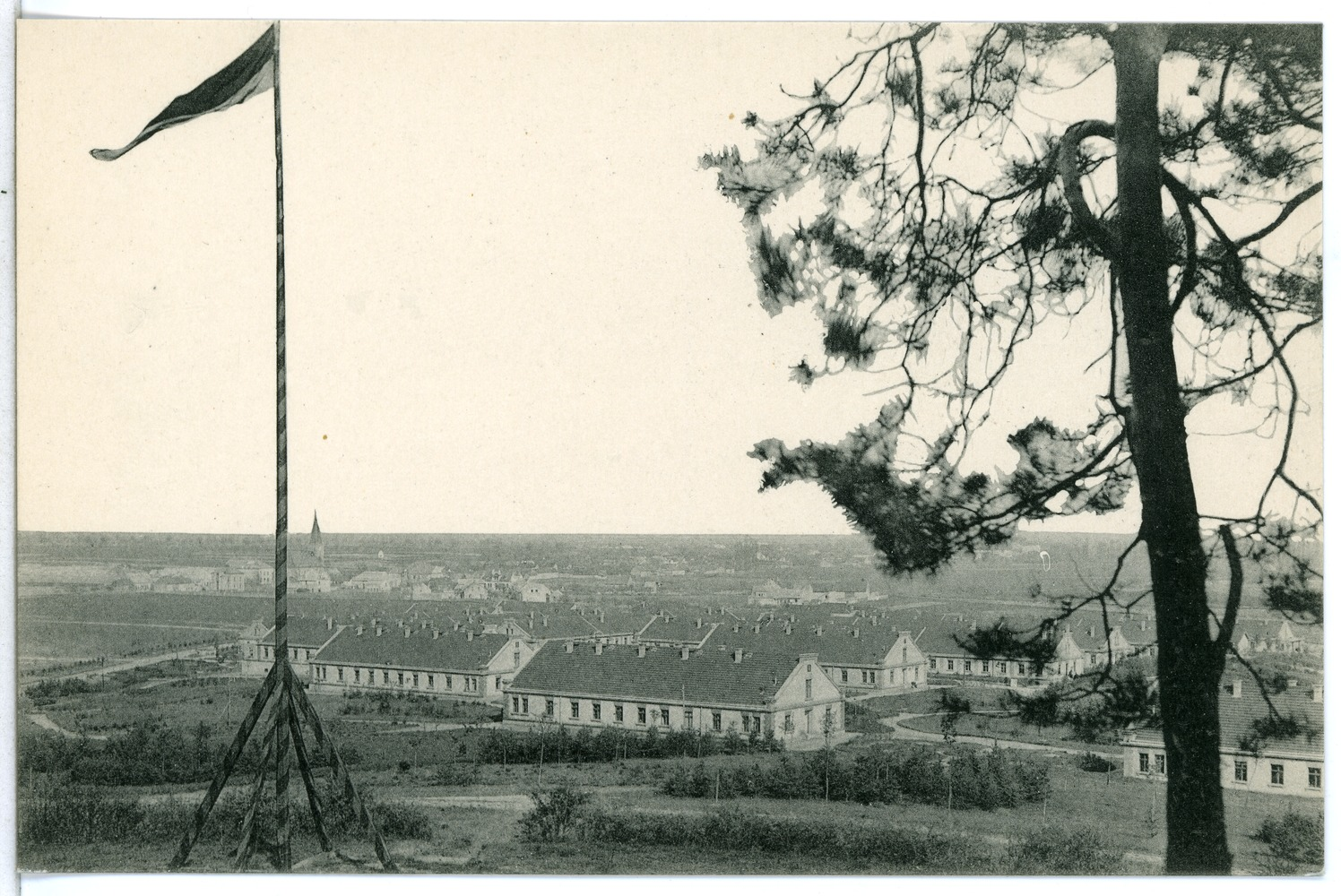
Военная база австро -венгерской армии (двухцветный флаг), 1910 г.
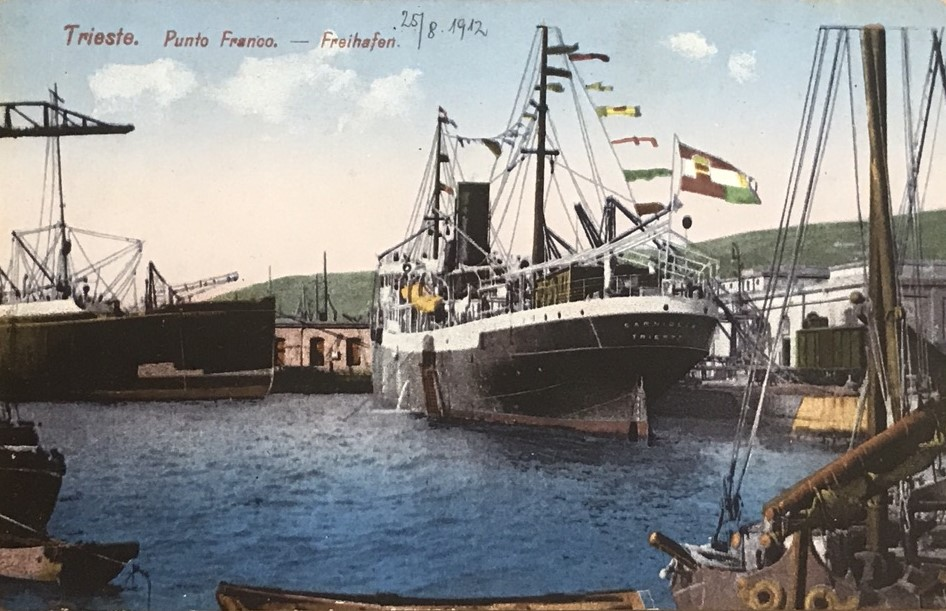
SS Carniola - австро-венгерский гражданский пароход с гражданским флагом, 1912 г.
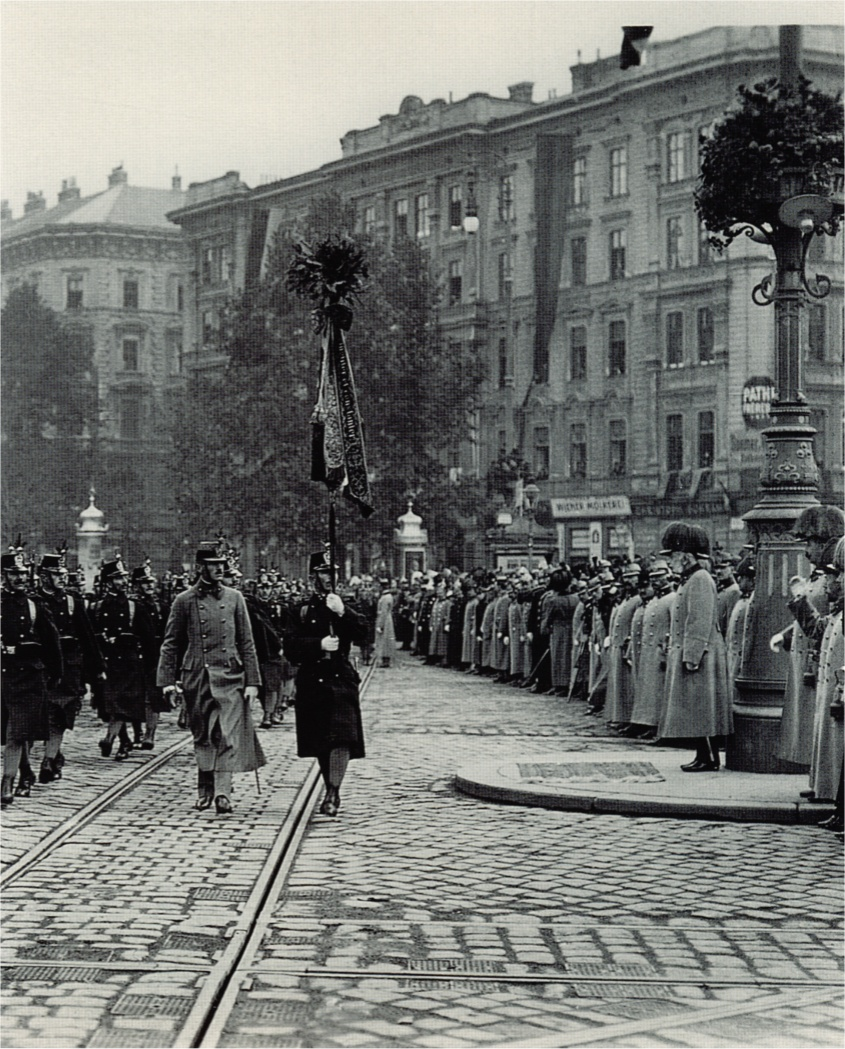
Военный парад в Вене (двухцветные флаги), 1913 г.
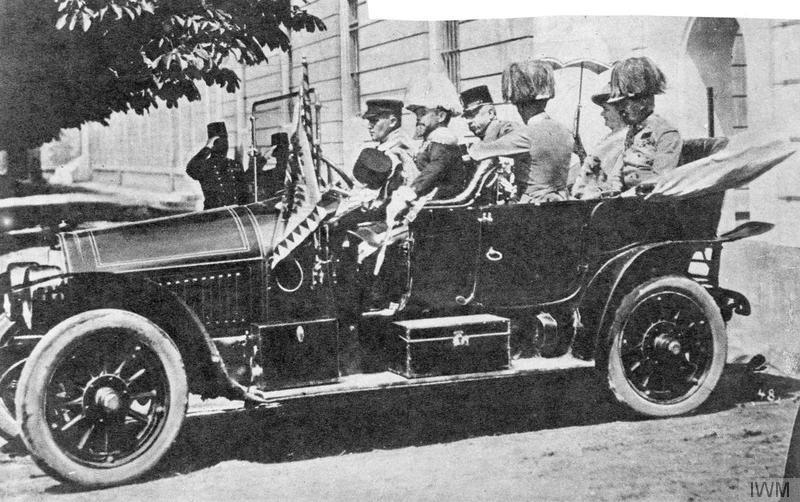
Императорский штандарт на автомобиле эрцгерцога Франца Фердинанда , 1914 год.
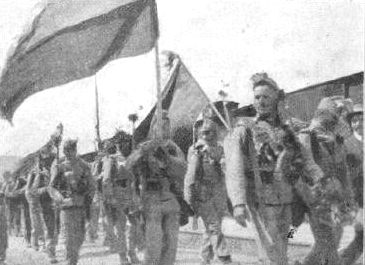
Солдаты пехотного полка Nr. 17 с двухцветным флагом, 1914 г.
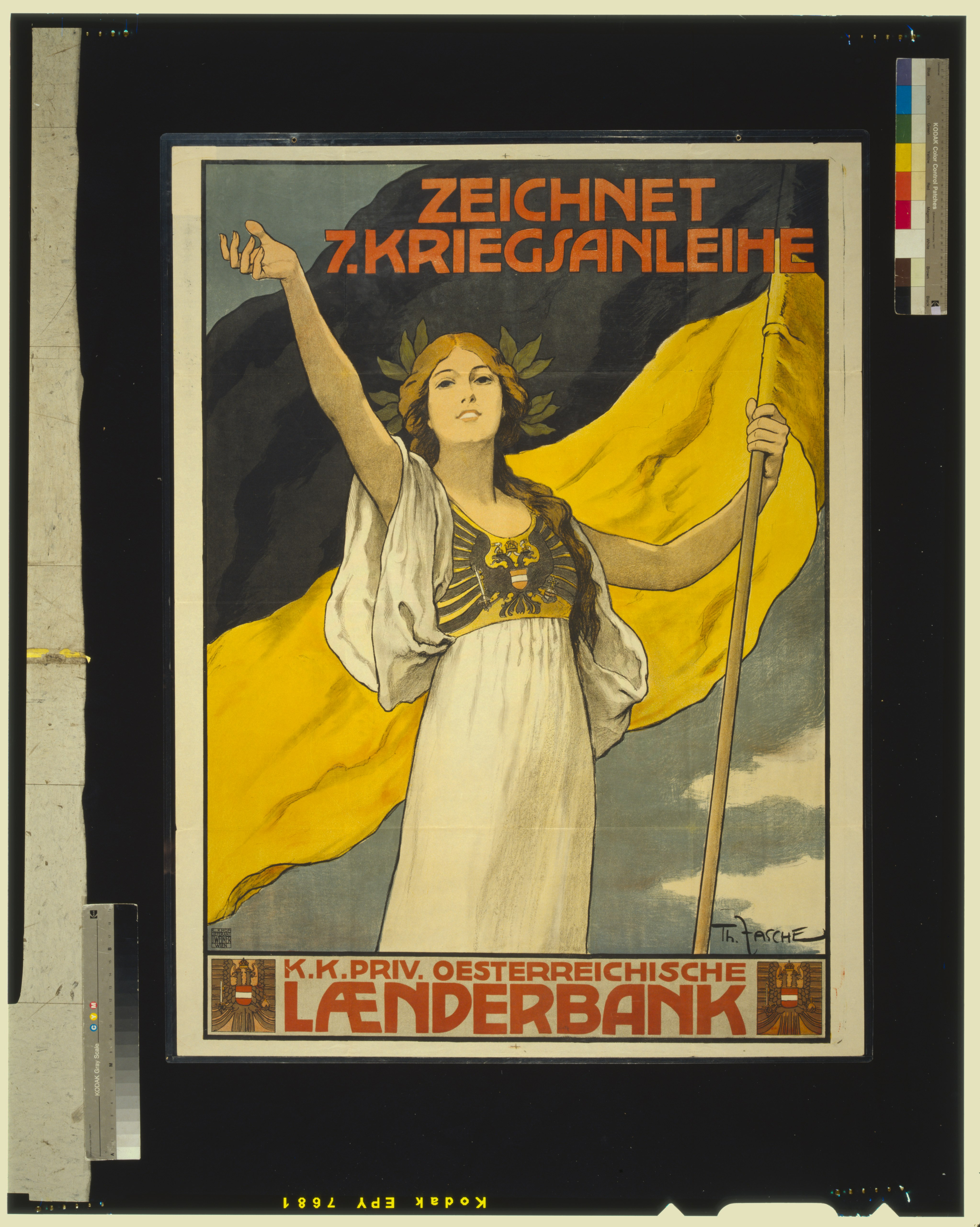
Австро-венгерский пропагандистский плакат, призывающий покупать военные облигации
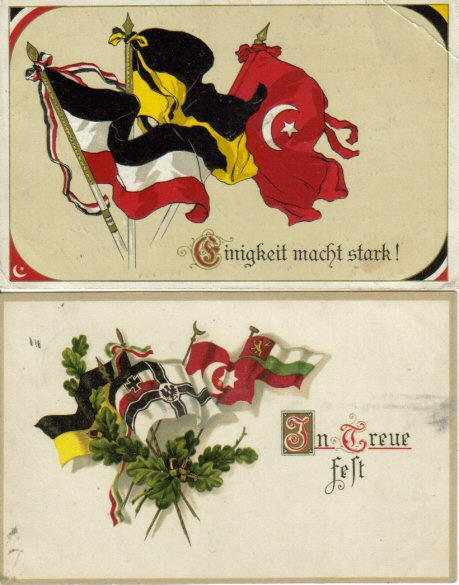
Пропагандистские открытки времен Первой мировой войны с изображением флагов Центральных держав . Флаг Австро-Венгрии показан черно-желтым.
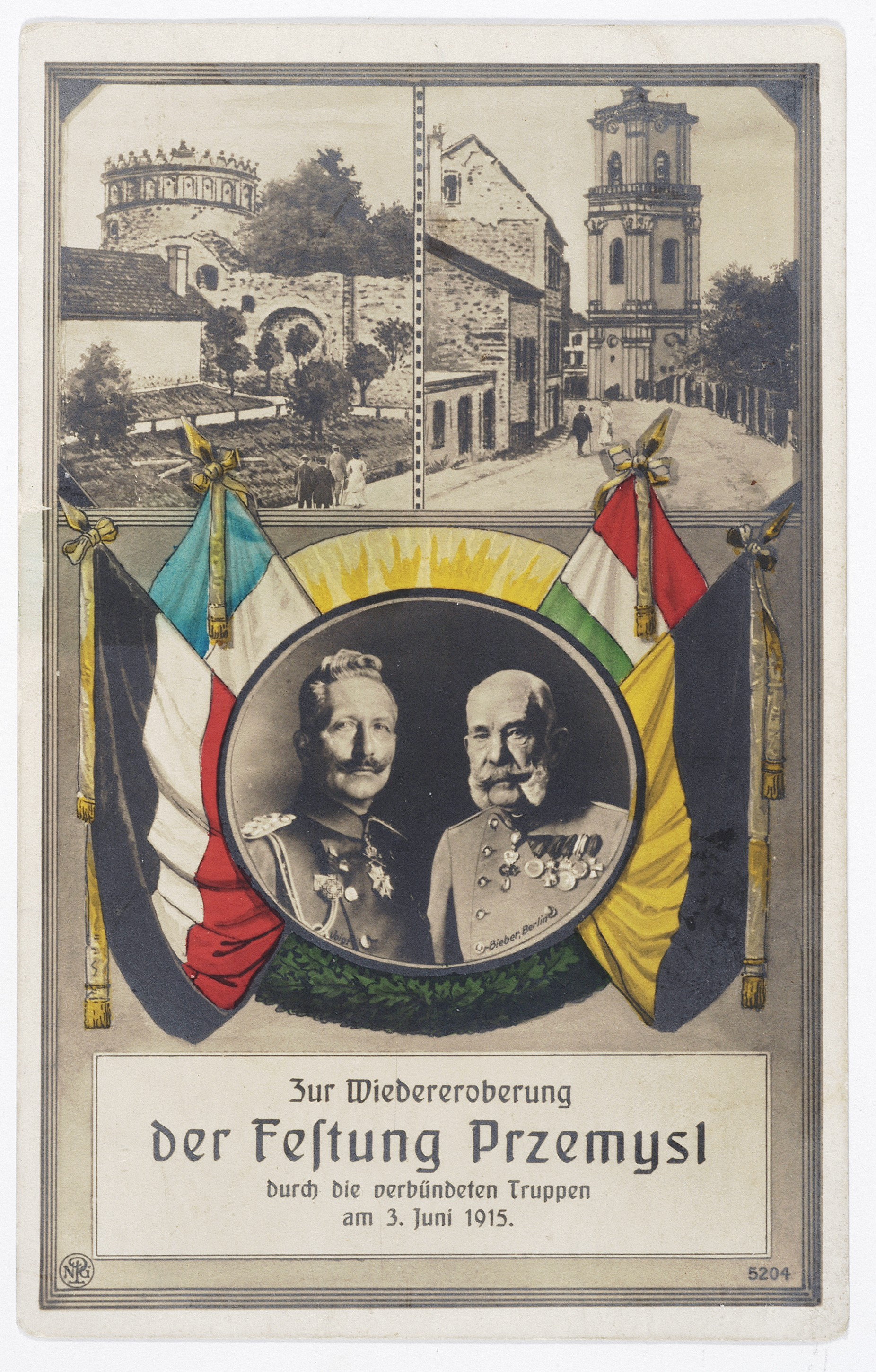
Пропагандистская открытка, посвященная освобождению крепости Перемышль. Австро-Венгрия в лице черно-желтого и красно-бело-зеленого флагов, 1915 г.
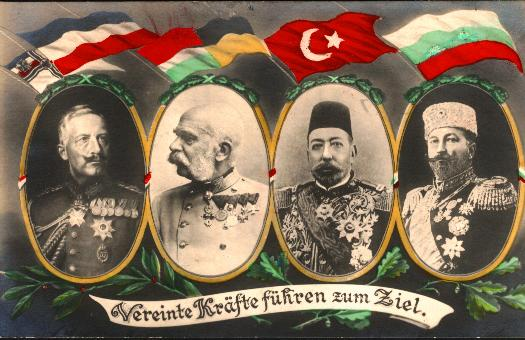
Еще одна Пропагандистская открытка Центральных держав, в которой Австро-Венгрия представлена смесью флагов Габсбургов и Венгрии.
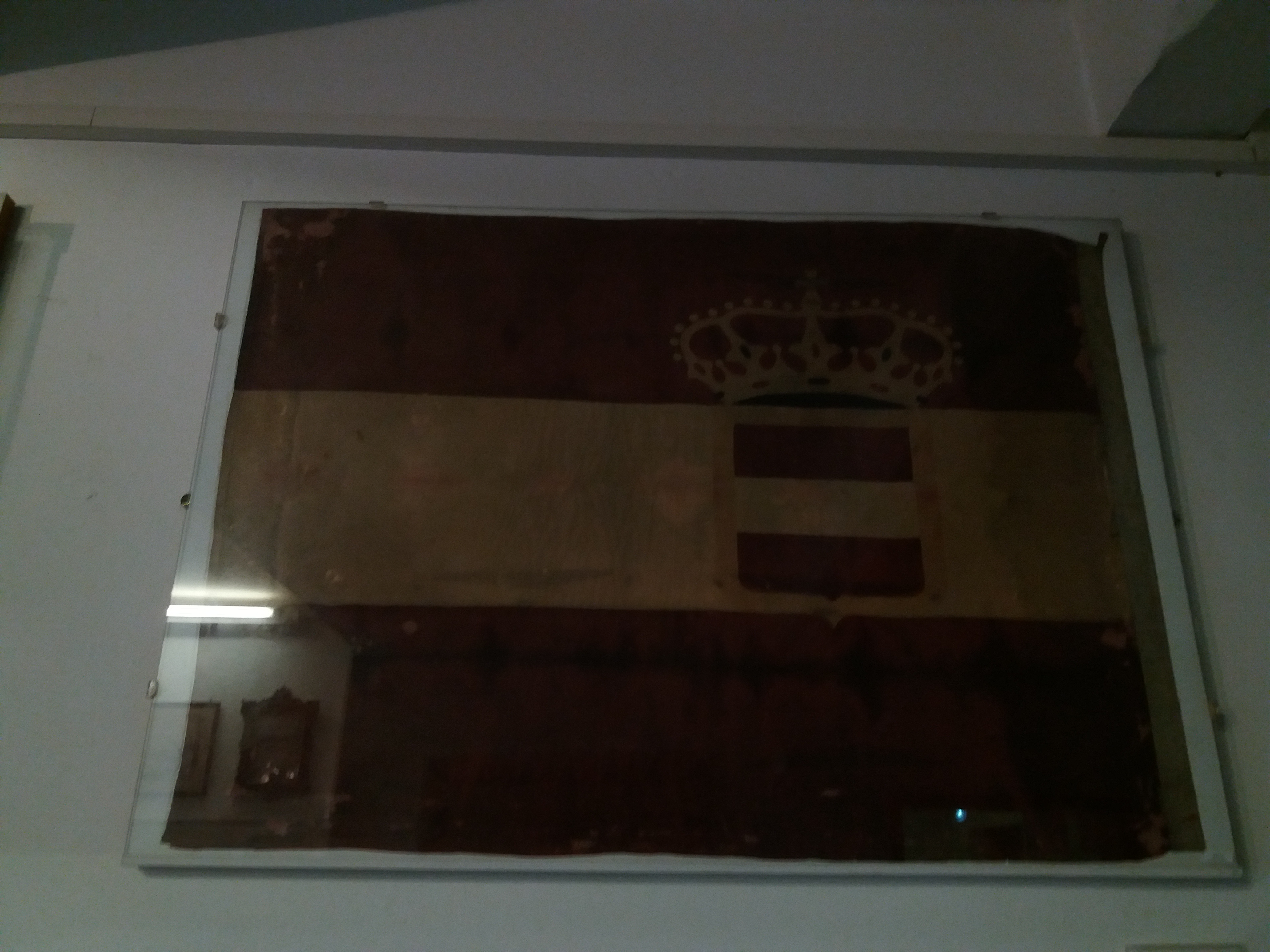
Копия военно-морского флага, снятого итальянской армией с подводной лодки U12 в устье реки Пьявке 5 августа 1915 года (экспонируется в Museo Storico Navale , Венеция).
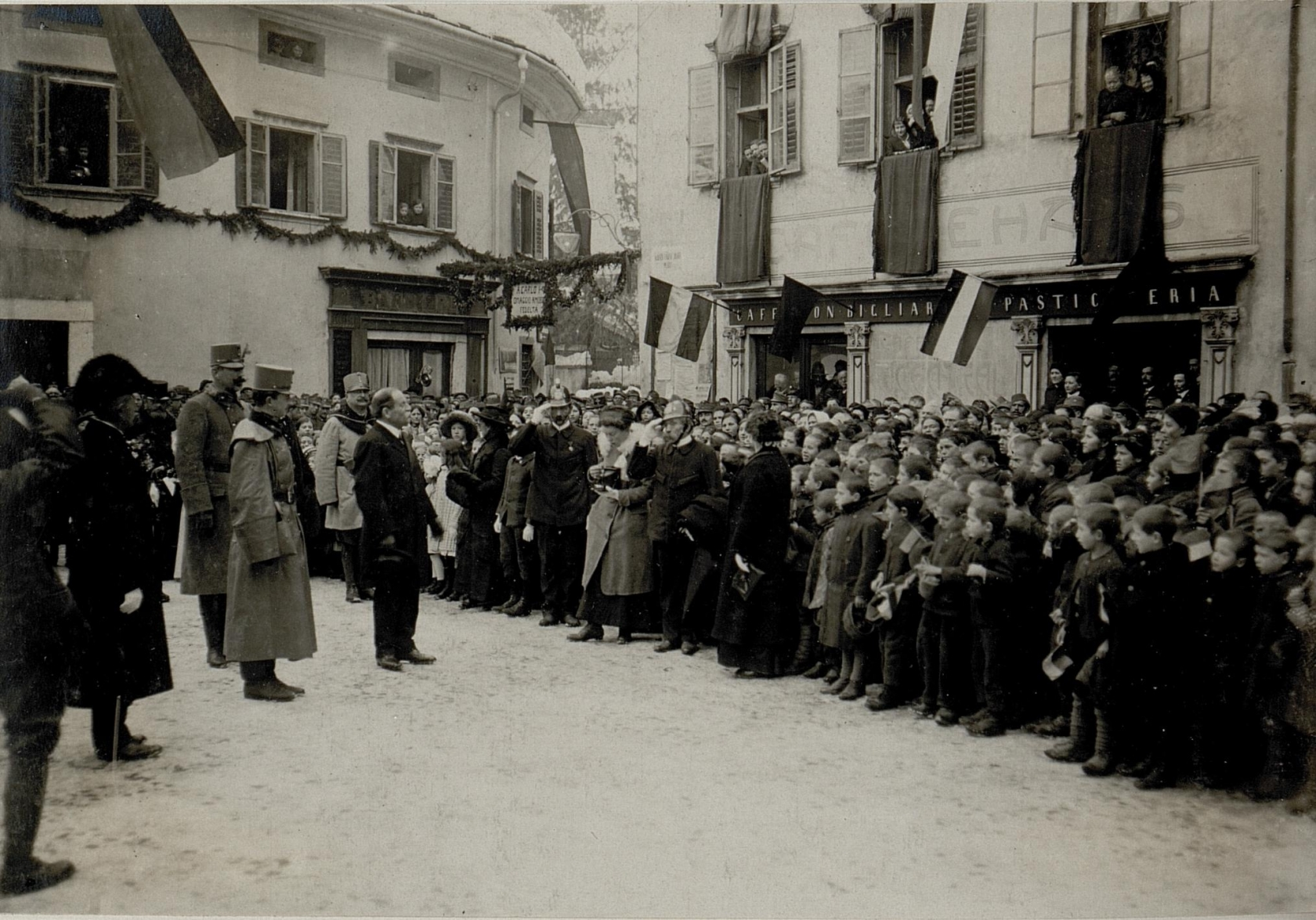
Император Карл I в гостях у Пержины (двух- и трехцветные флаги), 1917 г.
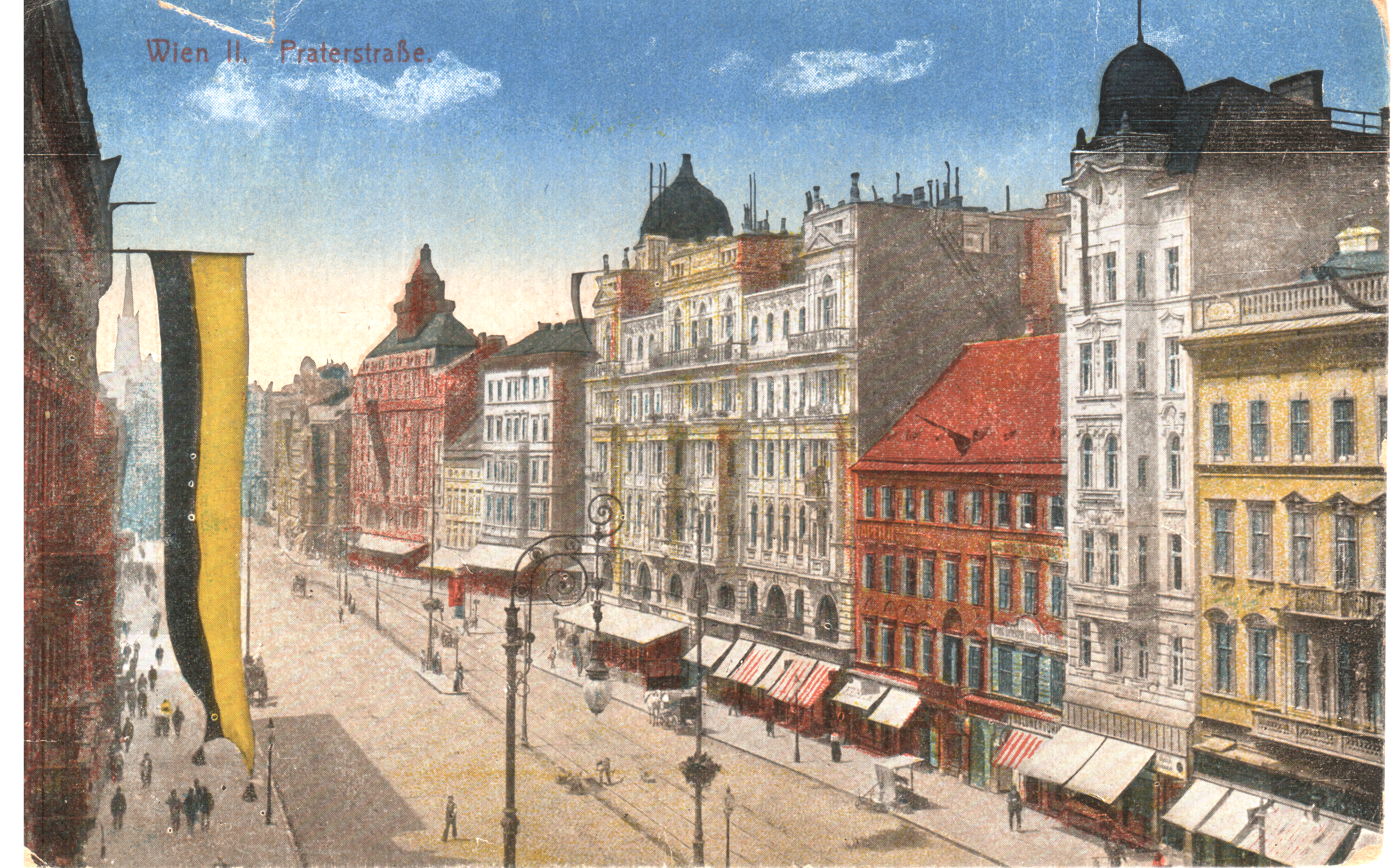
Вена Пратерштрассе, 1917 год.
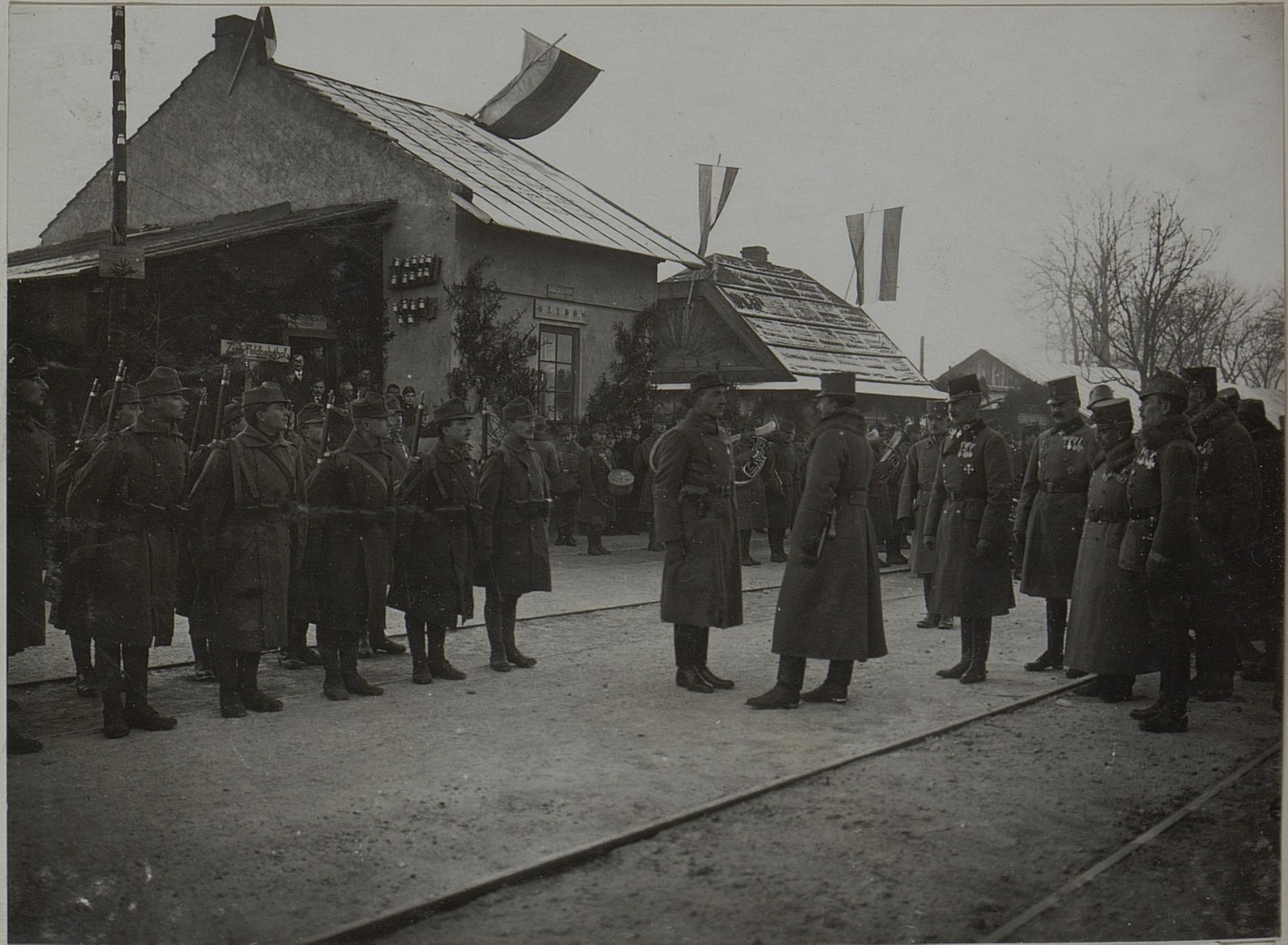
Император Карл I во время посещения войск в Ожидове (двух- и трехцветные флаги), 1917 год.
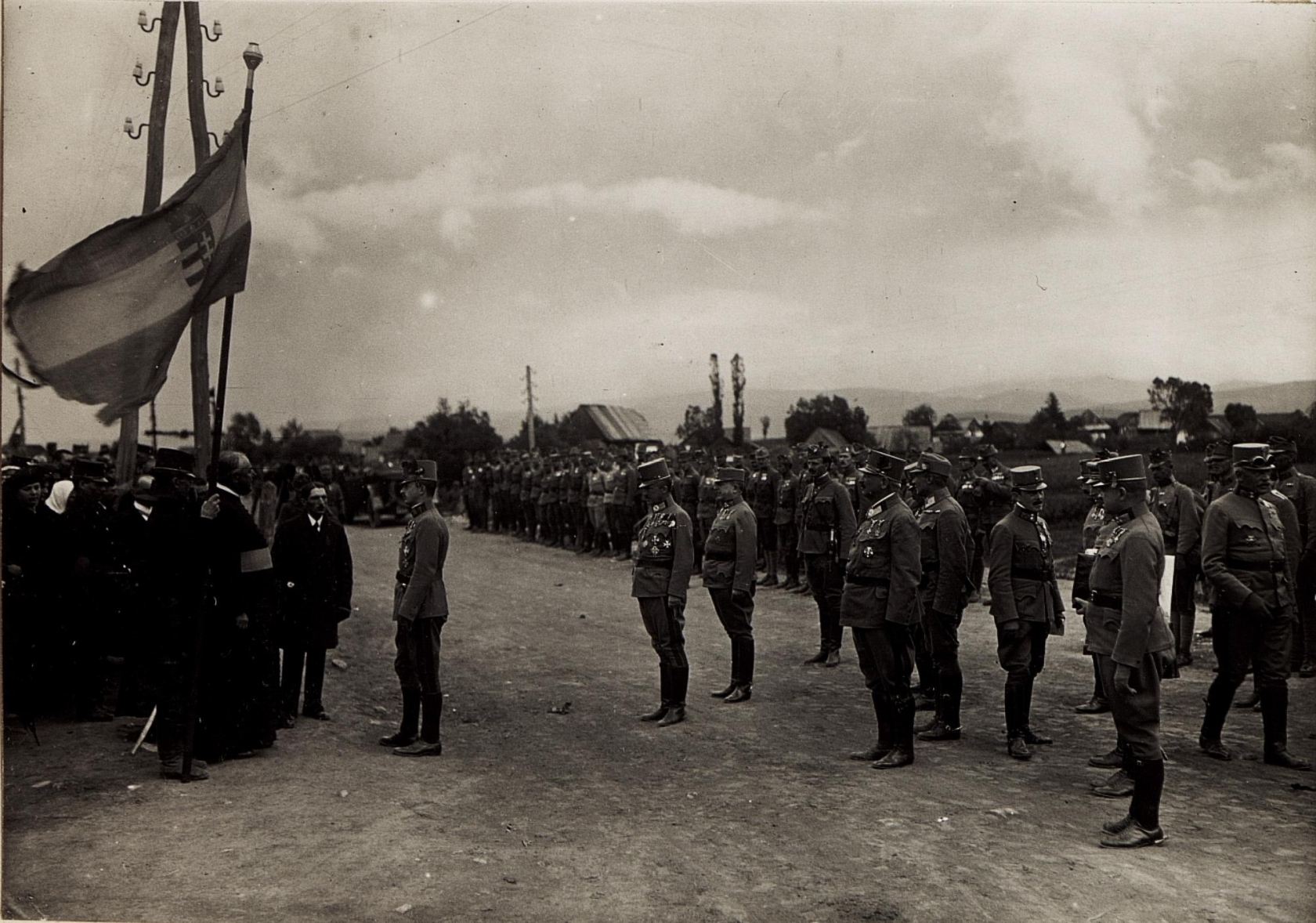
Император Карл I перед венгерским флагом, 1917 год.
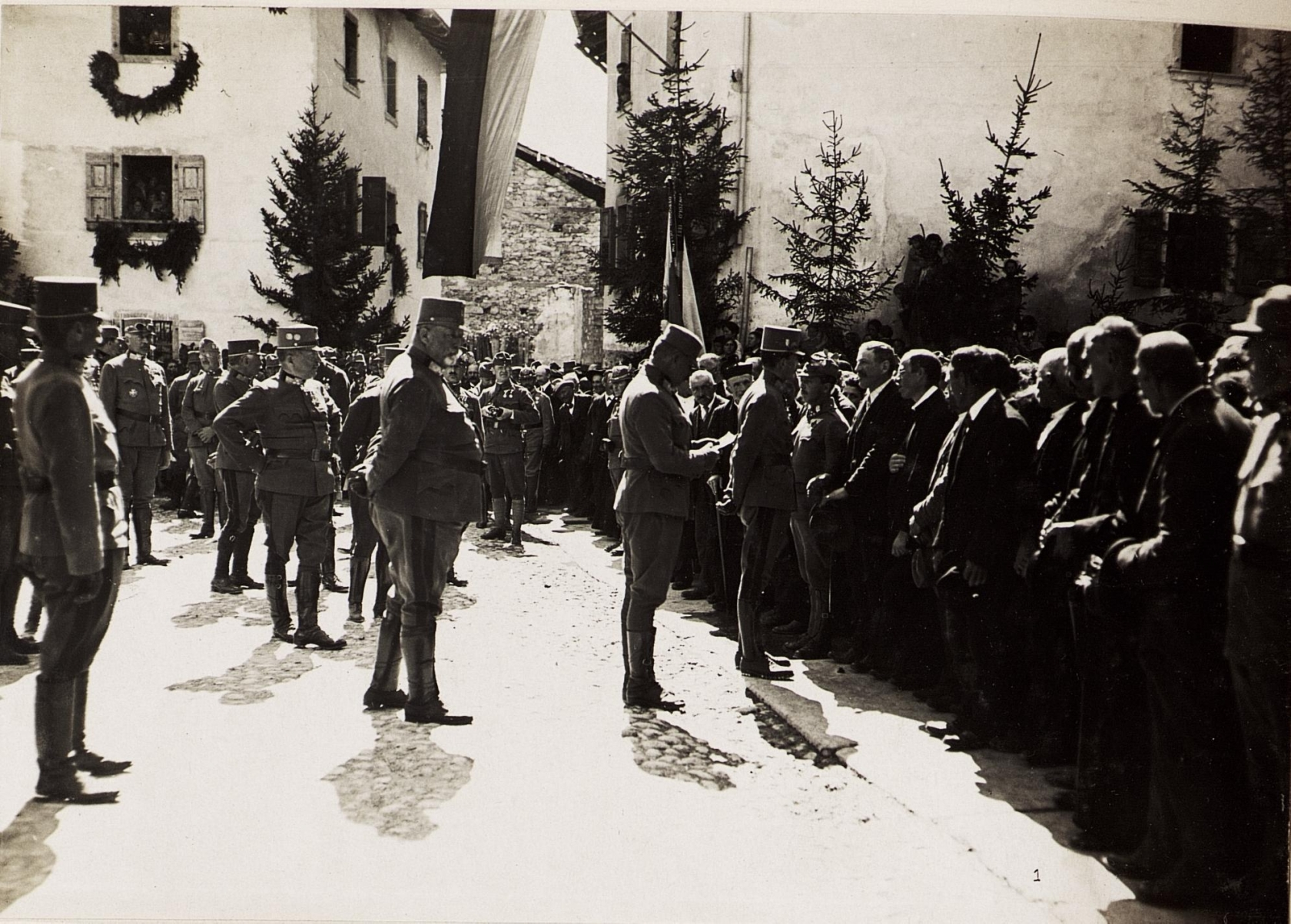
Император Карл I посещает одну из деревень Южного Тироля (двухцветный флаг), 1917 год.
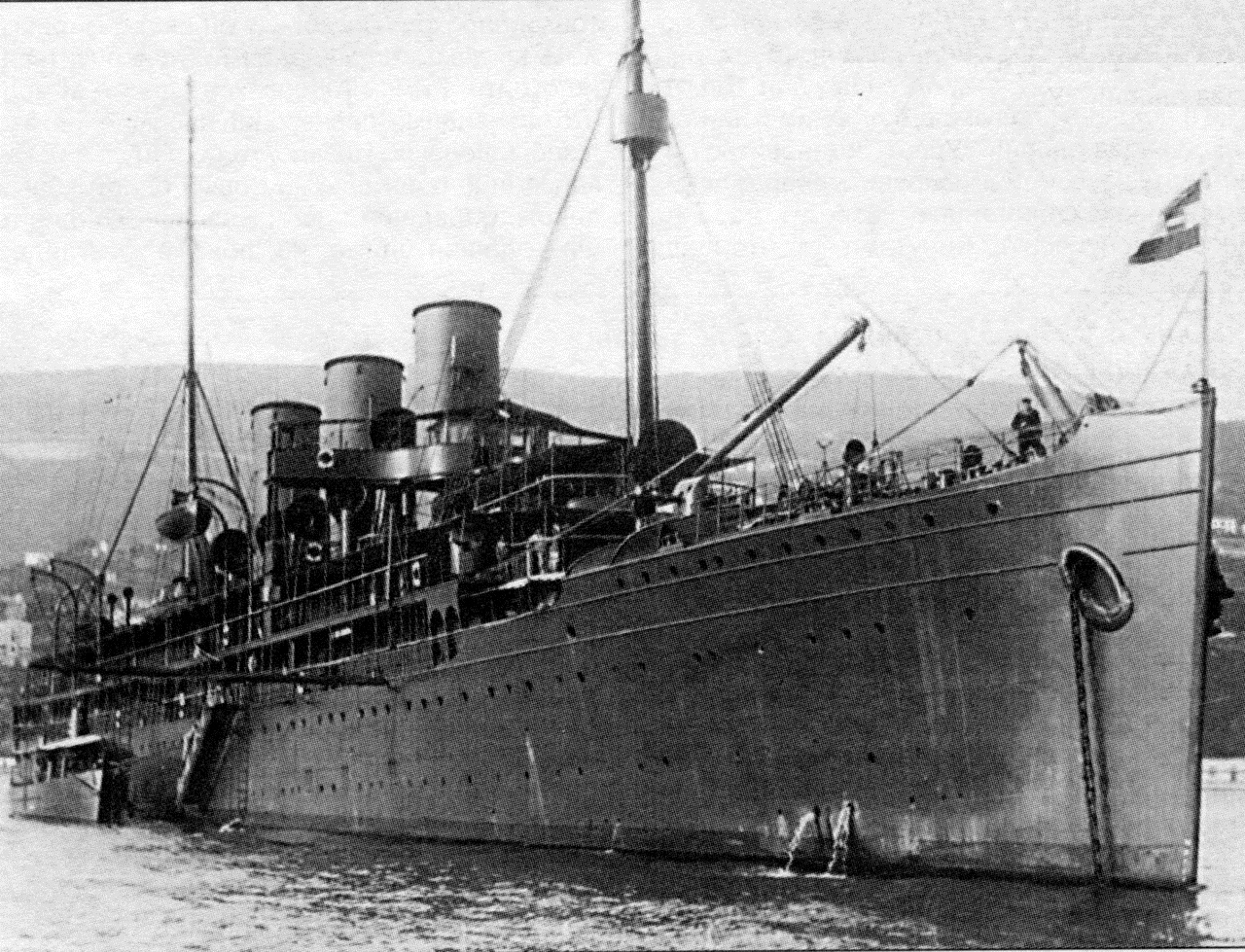
SMS Gäa - австро-венгерский торпедоносец с военно-морским флагом, период Первой мировой войны.
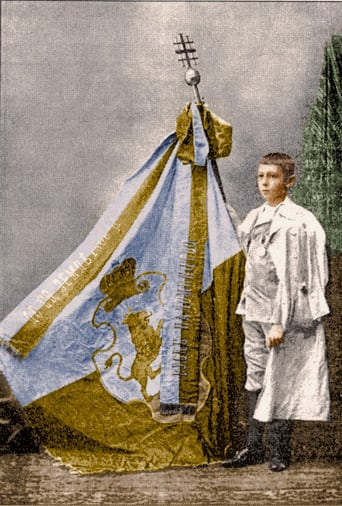
Парень вместе с паломническим флагом «Русского паломничества к Святой земле», 1906 год